# Lappskon större 8

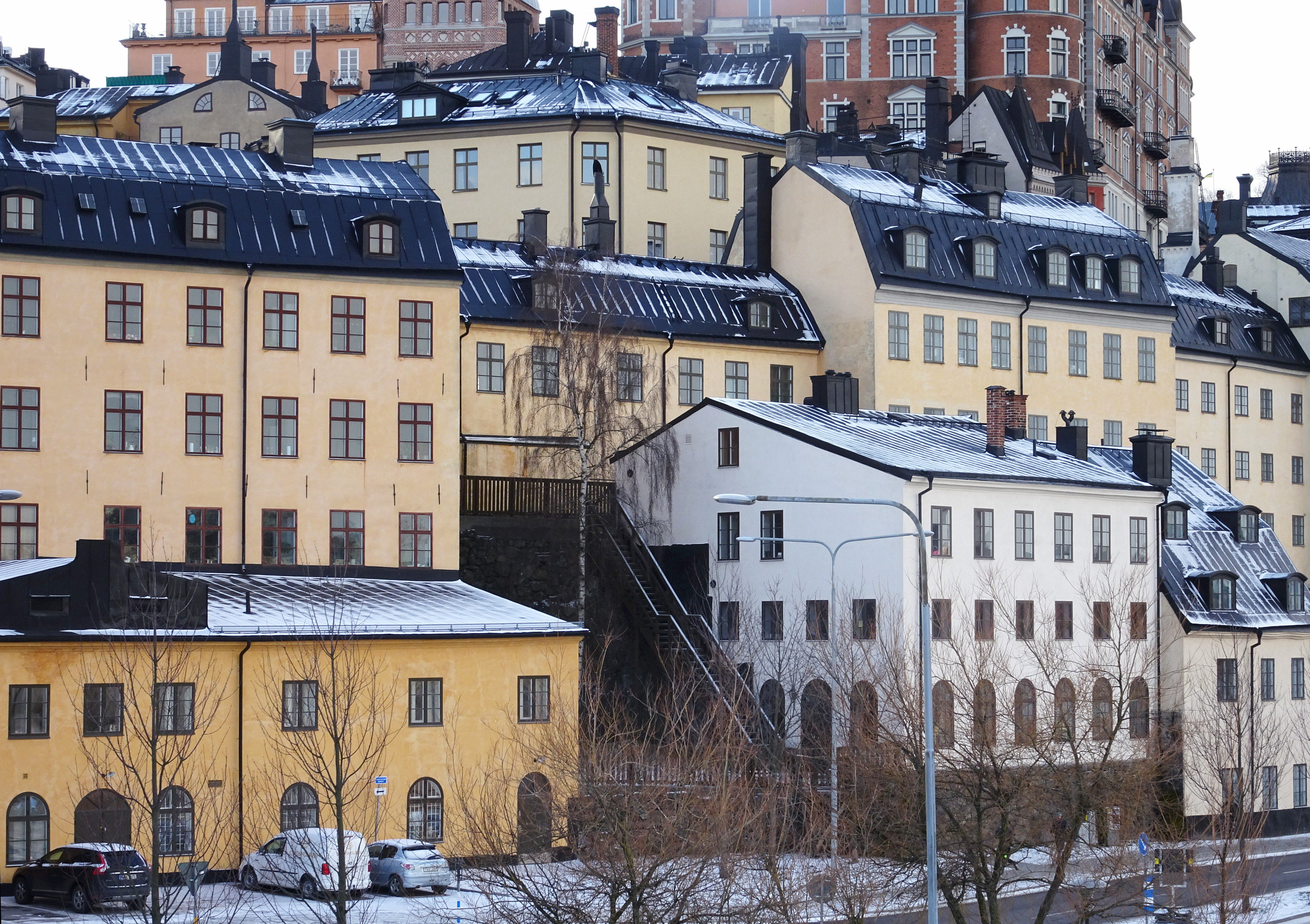
Kvarterets bebyggelse mot Riddarfjärden, 2018.

Lappskon större 8 är en fastighet på Södermalm i Stockholm. Bebyggelsen ligger längst i norr på kulturreservatet Mariaberget östra och är blåklassad av Stadsmuseet i Stockholm, vilket innebär att bebyggelsen har "synnerligen höga kulturhistoriska värden".
De nuvarande husen på berget byggdes huvudsakligen efter Mariabranden 1759 som förstörde omkring 300 gårdar i 20 kvarter i Maria kyrkas omgivningar. Kvarterets byggnader upprustades på 1970-talet. Husen reser sig brant upp från Söder Mälarstrand till Pryssgränd och bildar en imponerande front mot Riddarfjärden som har blivit ett välkänt inslag i Stockholms stadsbild.

## Kvarteret
Kvarteret Lappskon större är (tillsammans med Lappskon mindre) ett av de äldsta kvarteren på Södermalm. Möjligtvis gav kvarterets ovanliga form upphov till namnet. Tomtindelningen i kvarteret är känd från 1670-talet och framgår av Holms tomtbok från 1679. Tomterna var då fler och mindre än i dag, och kom med tiden att samlas i större fastighetsbildningar. På Petrus Tillaeus Stockholmskarta från 1733 omnämns kvarteren som Lapskon den större och Lapskon den mindre. Dagens Lappskon större 8 är en sammanslagning av tre äldre fastigheter: Lappskon större 3, 5 och 4 (där 5 ligger mellan 3 och 4). I öster begränsas kvarteret av Maria trappgränd, i söder av Söder Mälarstrand i norr av Pryssgränd och en del av Bastugatan. I väster ansluter Lappskon större 10 (före detta Bössan 8) som avser Mariahissen. 

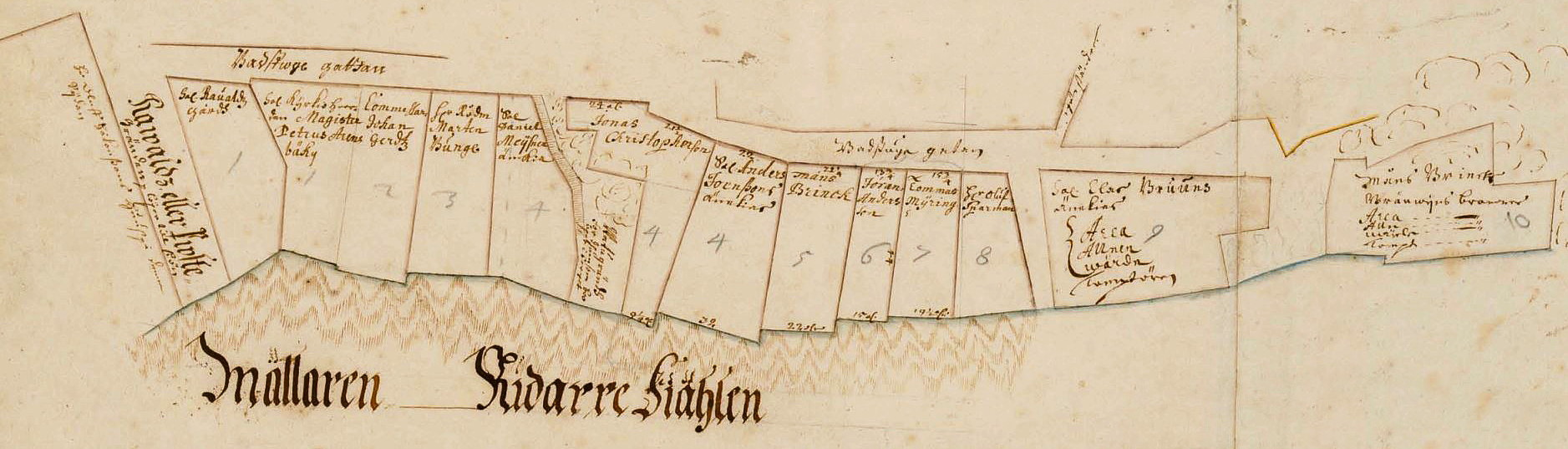
Kvarteret i Holms tomtbok från 1679 (norr är nedåt).

## Före detta Lappskon större 3
- Koordinater: 59°19′15.2″N 18°3′54.8″Ö / 59.320889°N 18.065222°Ö

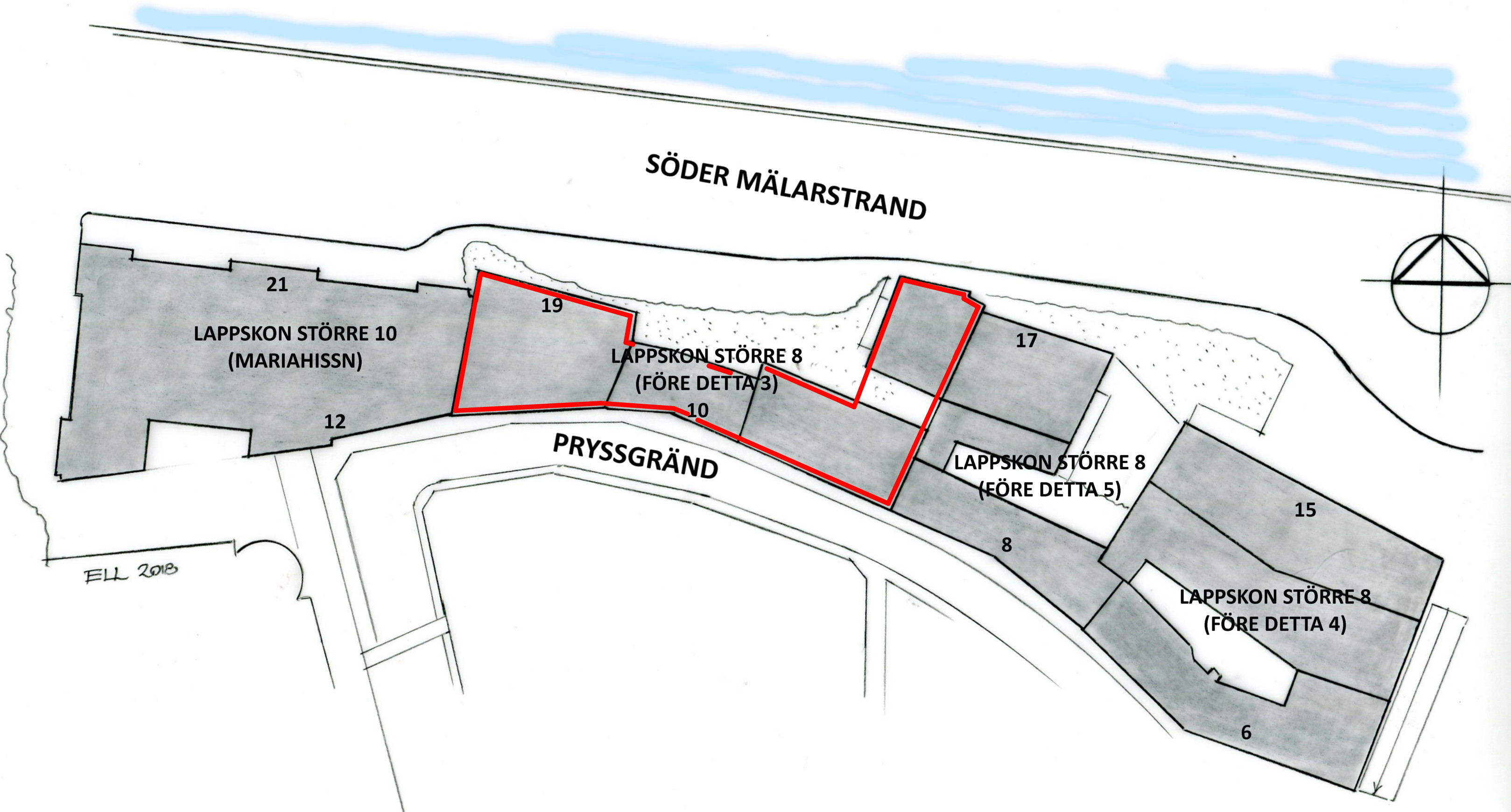
Lappskon större, före detta 3.

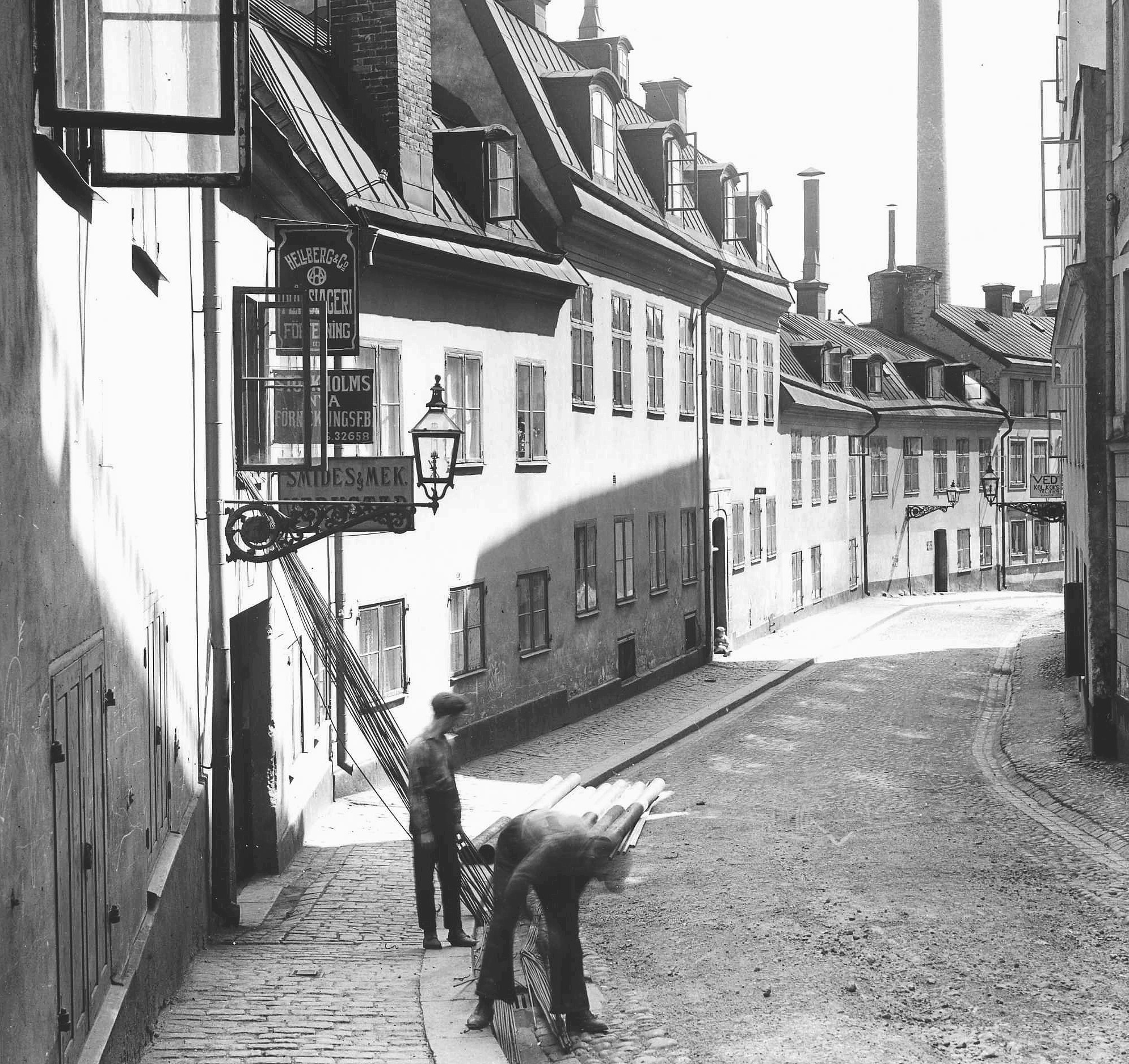
Lappskon större 3 med Pryssgränd 10 på 1920-talet. Foto: Gösta Selling.

Före detta Lappskon större 3 gränsar i väster till Mariahissens byggnad och består av fyra hus med adresser Pryssgränd 10A, 10B, Söder Mälarstrand 19A och 19B. Lappskon större 3 är ett exempel på tidig industriell verksamhet på Södermalm. Den ursprungliga bebyggelsen från 1600-talet bestod 1679 av fyra små tomter, bebyggda med trähus. Tre av dessa låg intill varandra, den fjärde i väster var avskild från de andra av en gränd som förband dåvarande Badstugegatan (dagens Pryssgränd) med Riddarfjärden. Före 1753 uppfördes ett två våningars gårdshus av sten. Det innehöll bostadsrum i övervåningen och bagarstuga i bottenvåningen. Alla träbyggnader förstördes i Mariabranden 1759, bara stenhuset klarade sig.
Mellan 1770 och 1780 förvärvades fastigheten Lappskon större 3 av fabrikören Carl Martin Schönmeyer (1726-1783), som lät bygga flera stenhus med bostäder samt fabriksrum för tillverkning och färgning av sofftyger (sofftapeter). Efter hans död ägdes fastigheten av hans änka Anna Dorotea (född Krüger) och efter henne av sonen Nathanael.
Lappskon större 3 såldes 1852 till grosshandlaren Lars Montén, ägaren av firman Lars Montén & Co. Han ansökte samma år om att få uppföra en industribyggnad för tillverkning av stearinljus och såpa på den östra delen av fastigheten, där trädgård och ekonomibyggnader fanns. Det nya huset fick tre våningar mot norr och två mot söder. Byggnaden kallades verkstads- eller fabrikshuset och känns fortfarande igen på den höga fabriksstorstenen mot Pryssgränd 10B och en port med lastbom mot Söder Mälarstrand. Montén var inte själv bosatt i kvarteret utan husen beboddes av hans anställda och utomstående hyresgäster. År 1863 flyttades tillverkningen till Alvik och blev sedermera grunden till Barnängens Tekniska Fabrik. Detta kan ses som ett av de tidigaste exemplen på industriell utflyttning från innerstaden.
På 1890-talet låg Svenska Korkfabriken i fabrikshuset och vid samma tid fanns här även Svenska Järnsängsfabriken i huset. Då hade kvarteret fortfarande direktkontakt med Riddarfjärden och man kunde lasta och lossa direkt från pråm. Den kontakten bröts när nuvarande Söder Mälarstrand anlades kring sekelskiftet 1900.  På 1900-talets början rymdes B.G. Grönbergs Mekaniska Smides- & Vagnfabrik i byggnaden. Montén och sedan hans arvingar behöll fastigheten Lappskon Större 3 fram till 1883, samma år förvärvades den av Stockholms stad. En av de sista verksamheter som låg här var en kättingsmedja.

Nutida bilder
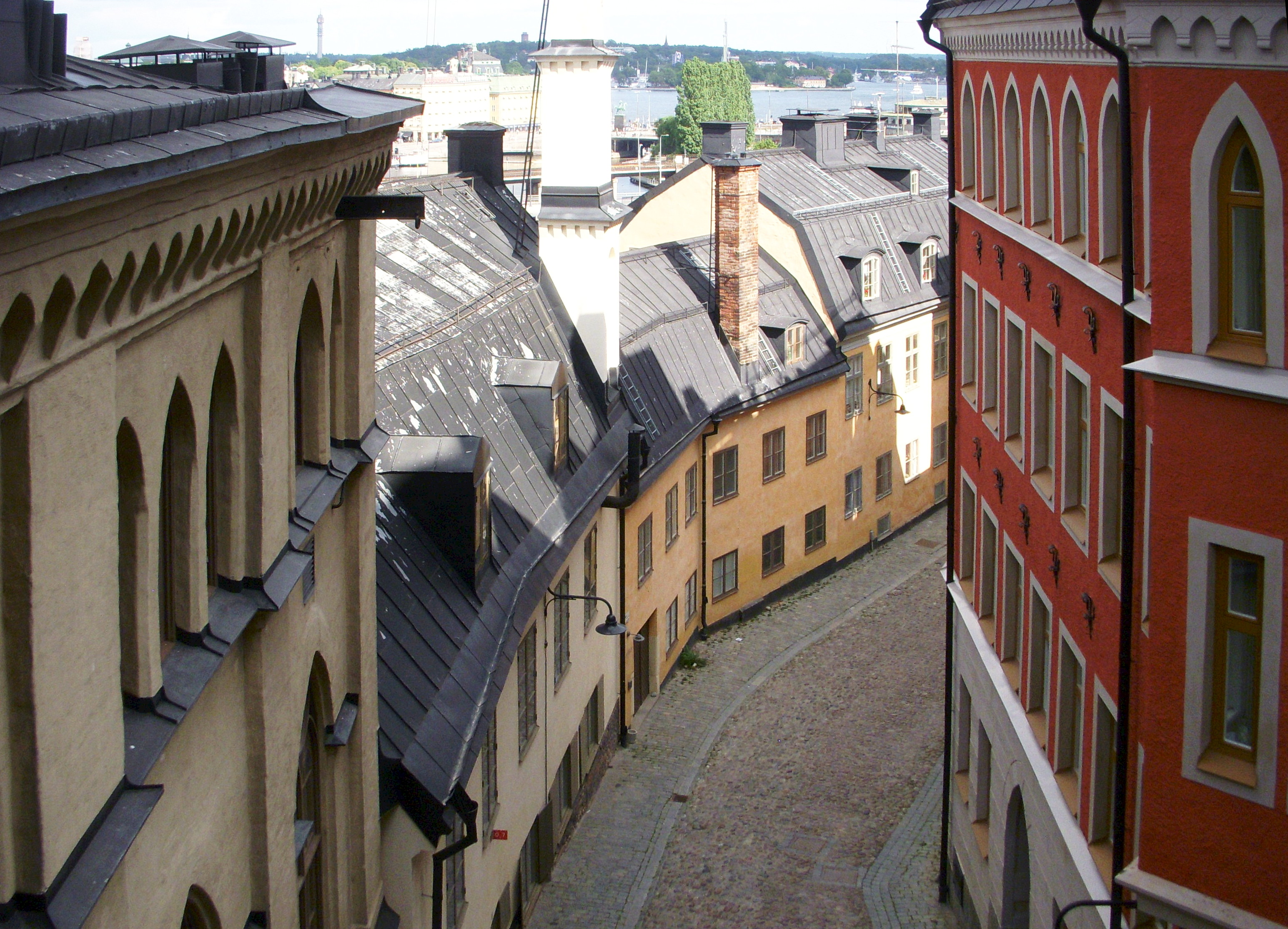
Fasader mot Pryssgränd
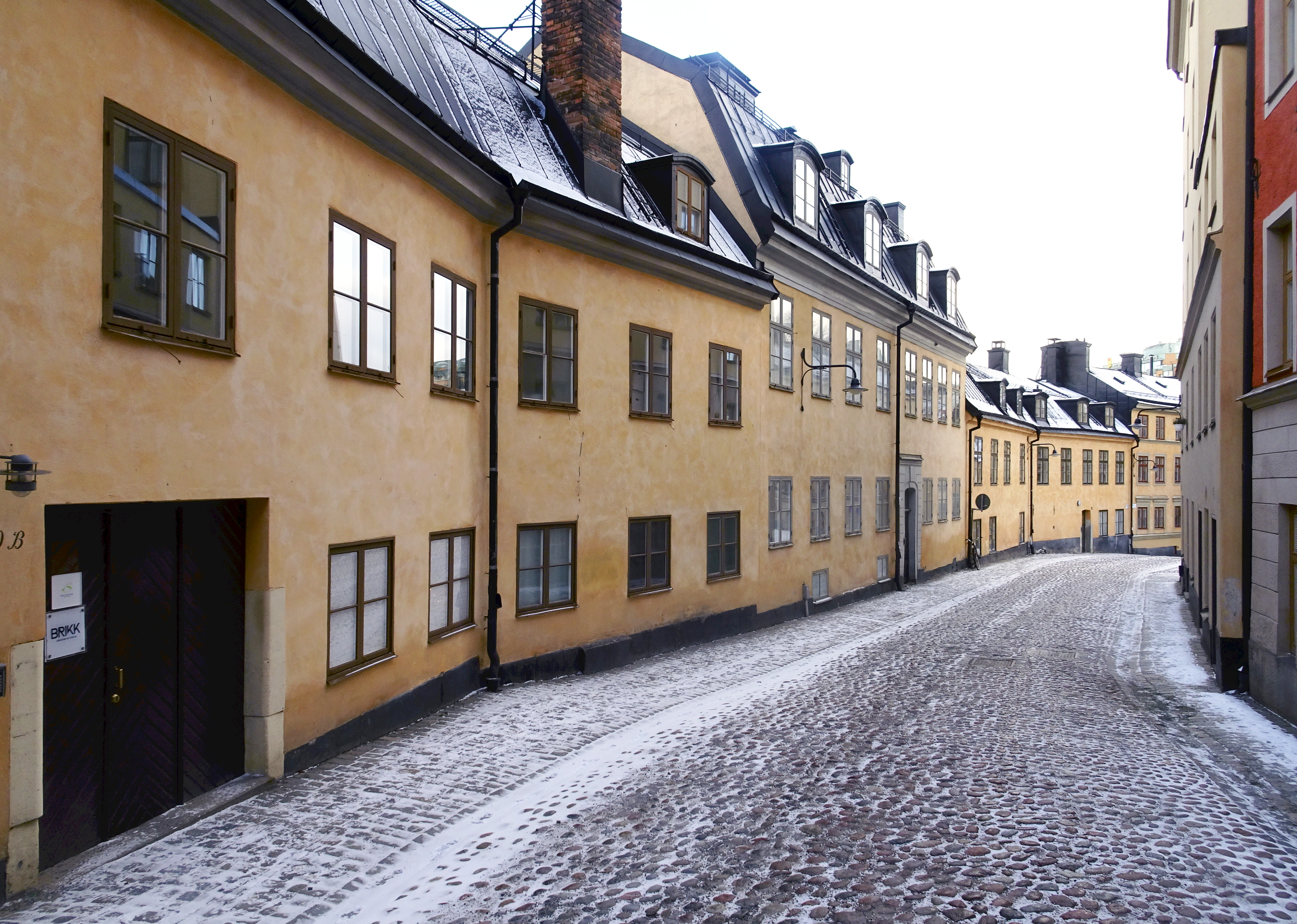
Fasader mot Pryssgränd
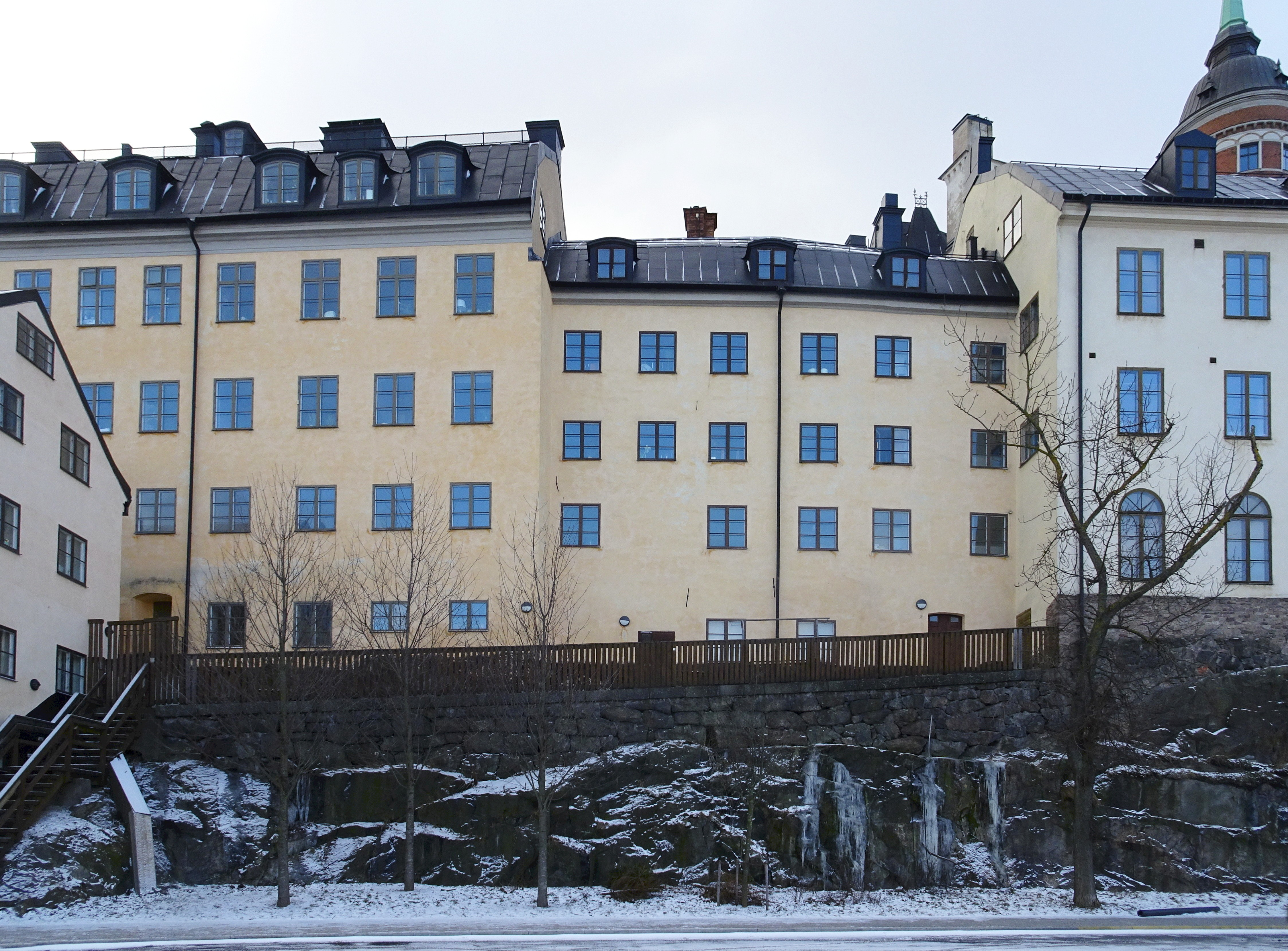
Fasader mot Söder Mälarstrand
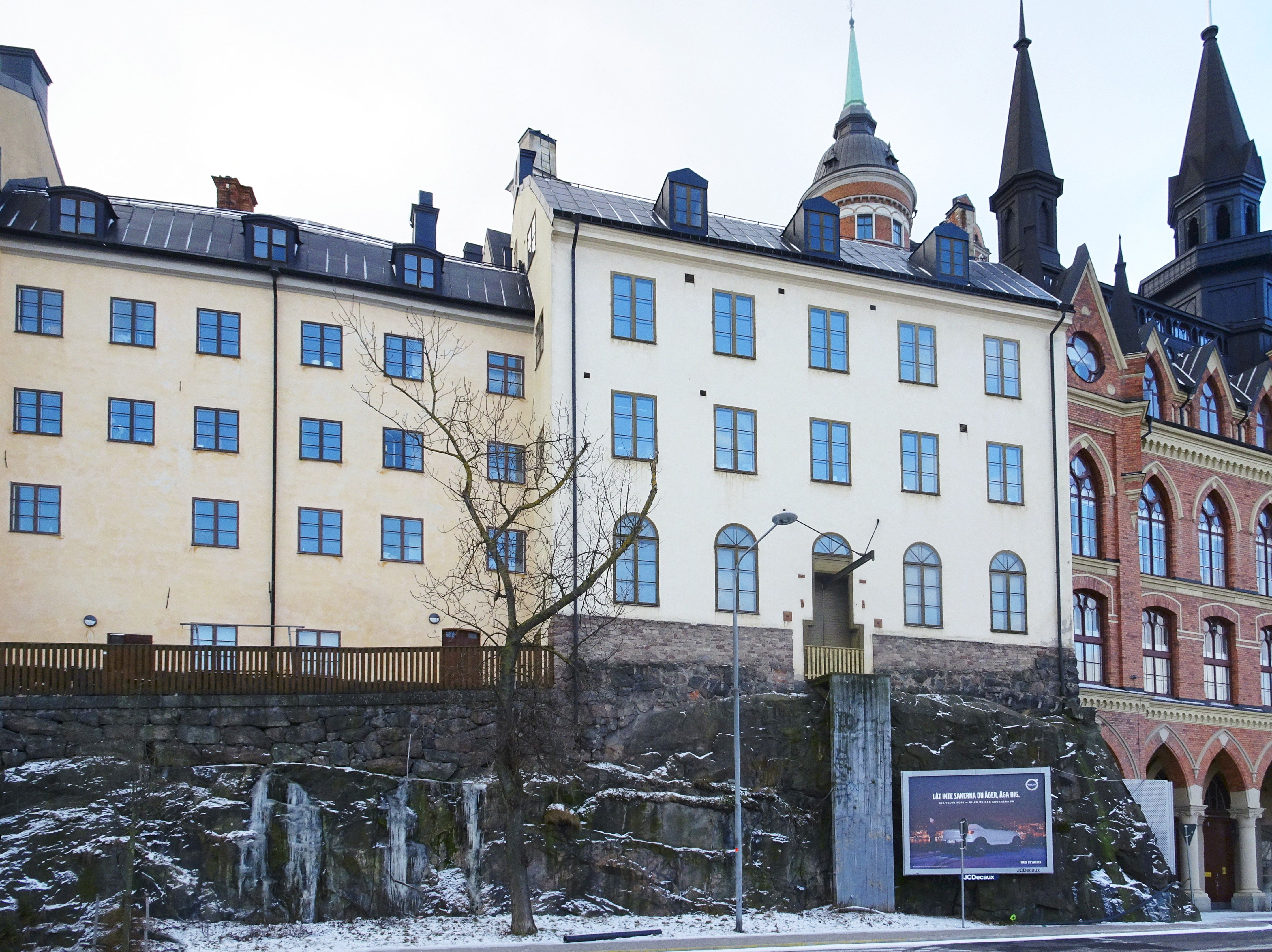
Fasader mot Söder Mälarstrand

## Före detta Lappskon större 4
- Koordinater: 59°19′14.2″N 18°3′59.1″Ö / 59.320611°N 18.066417°Ö

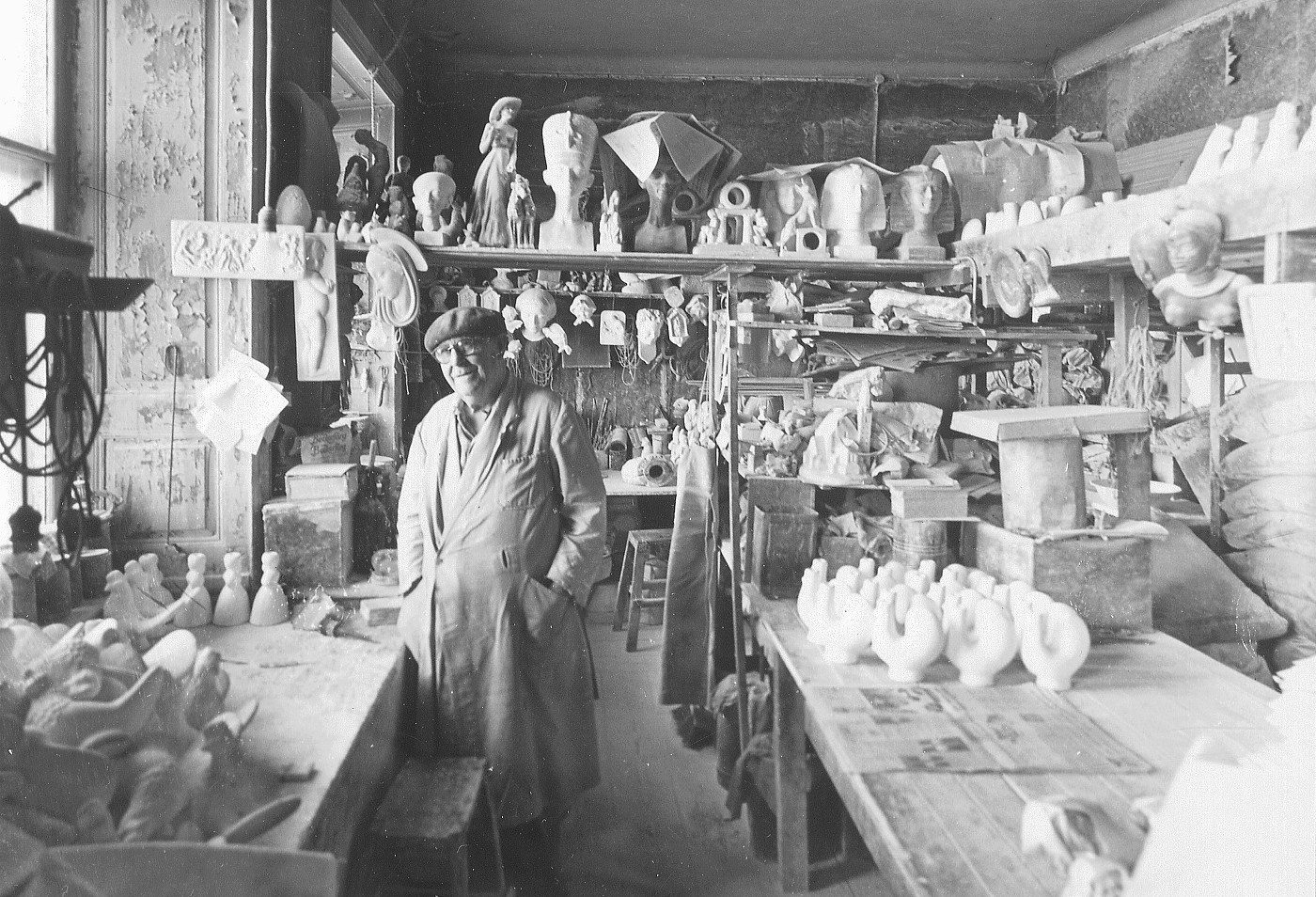
Jacopucci gipsgjuteri, 1968.

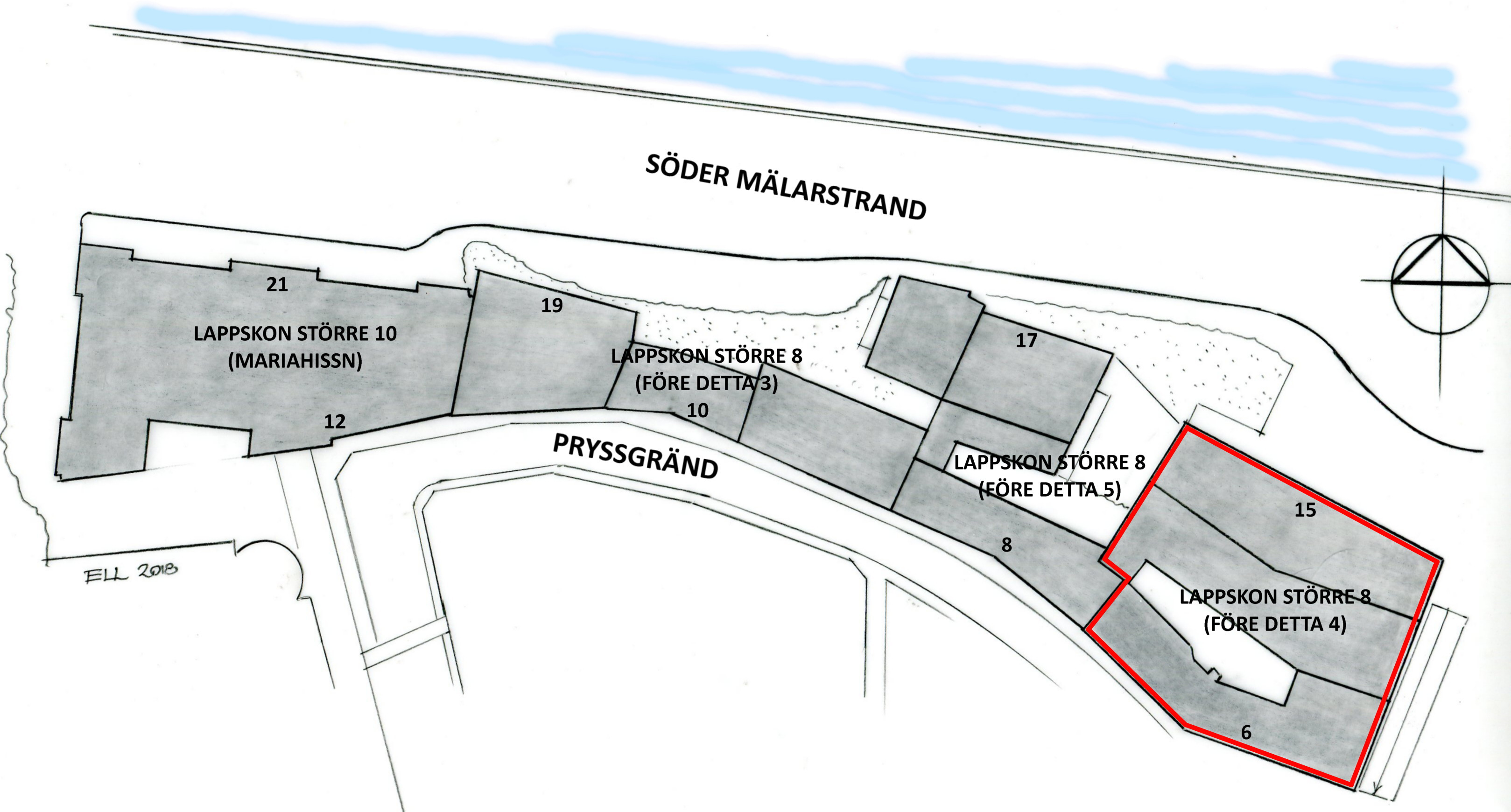
Lappskon större, före detta 4.

Före detta Lappskon större 4 ligger i kvarterets östra del mot Maria trappgränd och består av tre hus med adresserna Söder Mälarstrand 15A, 15B och Bastugatan 6A, 6B samt ett gårdshus med adress Bastugatan 6C. Lappskon större 4 är ett bra exempel på en hantverkargård från 1700-talet där ägaren både bodde och bedrev sin verksamhet. 
På 1700-talets början var tomten bebyggd med trähus. 1753 förvärvades fastigheten av direktören Olof Malmsten som började med färgeriverksamhet. Efter Mariabranden 1759 uppges Malmstens tomt som ”avbränd”, med undantag av ett stenhus i hörnet Maria trappgränd / Bastugatan 6 som klarade sig delvis. Huset reparerades, höjdes med en våning och byggdes till med en länga mot Bastugatan i samma höjd. År 1775 ärvde kommerserådet Georg Hegardt fastigheten, och ännu på 1780-talet bedrevs färgeriverksamhet inom fastigheten. 
På 1800-talets mitt fick hörnhuset sitt nuvarande utseende då det höjdes med en tredje våning. Samtidigt tillkom gårdshuset mot Maria trappgränd. Färgerihuset mot Söder Mälarstrand höjdes med en våning och byggdes till. En av de sista verksamheter som låg här var ett gipsgjuteri som drevs från sekelskiftet 1900 ända fram till 1960-talets slut av familjen Jacopucci. Fastigheten förvärvades av Stockholms stad 1930.

Nutida bilder
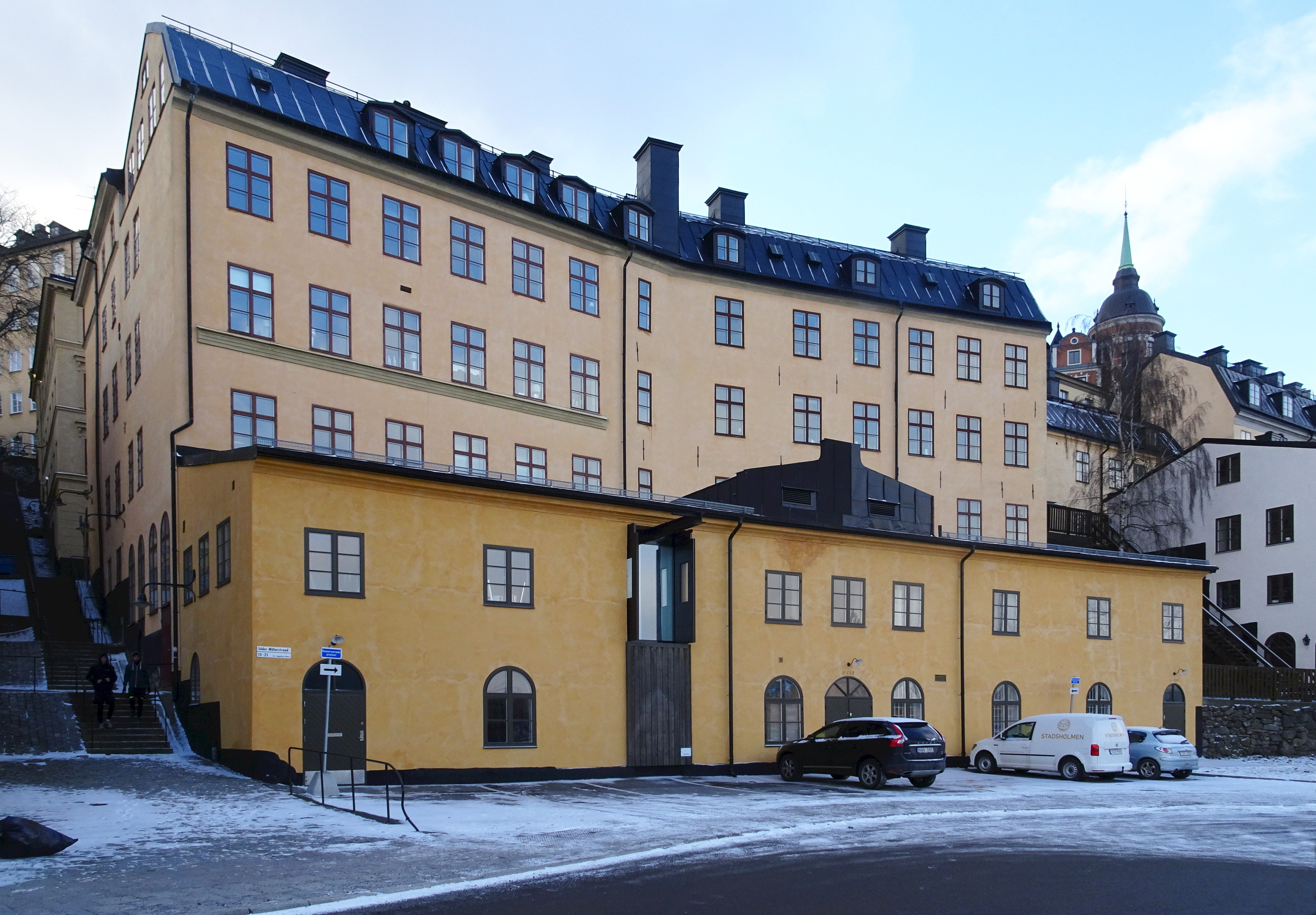
Fasader mot Söder Mälarstarnd
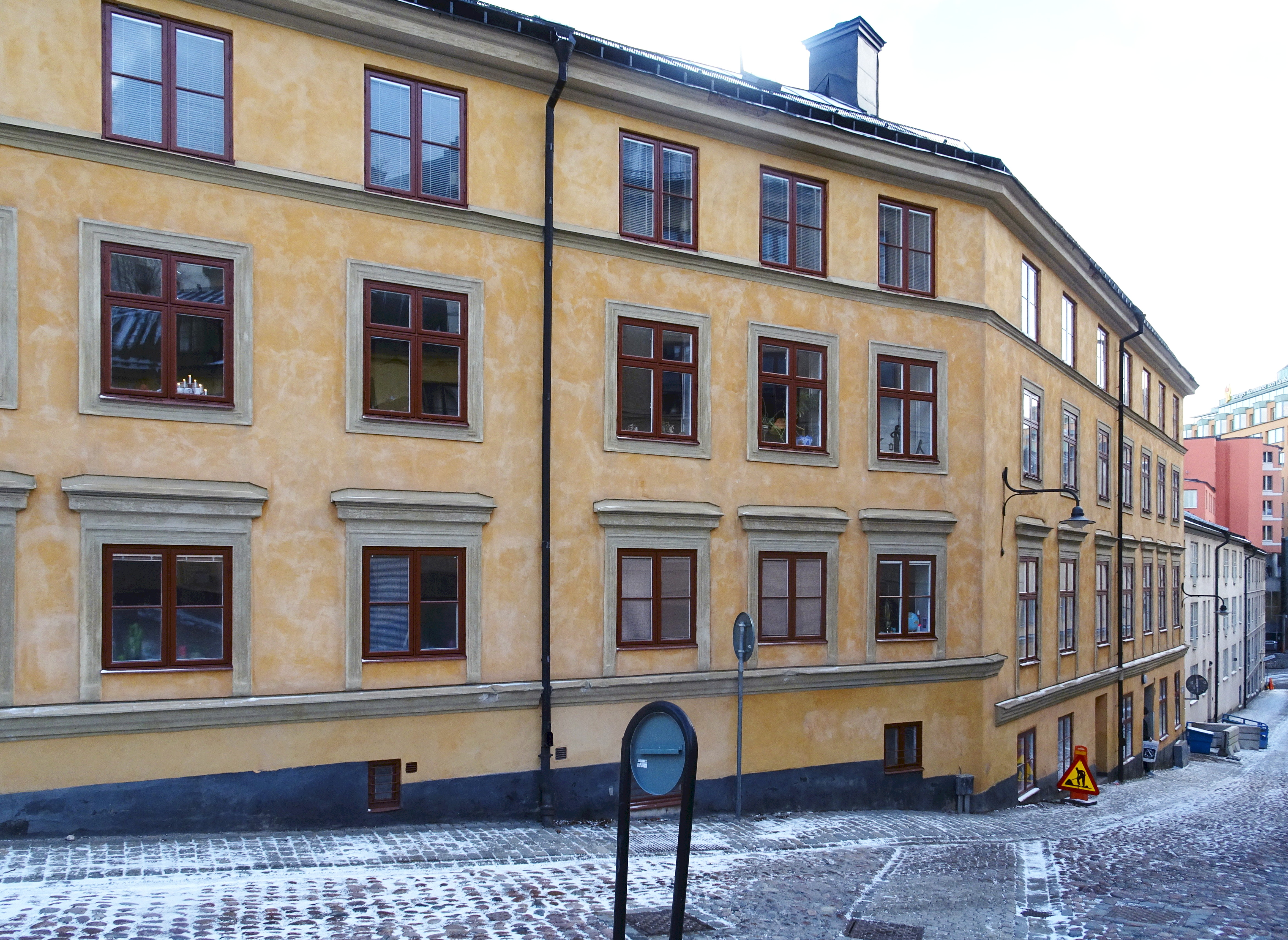
Fasader mot Bastugatan / Pryssgränd
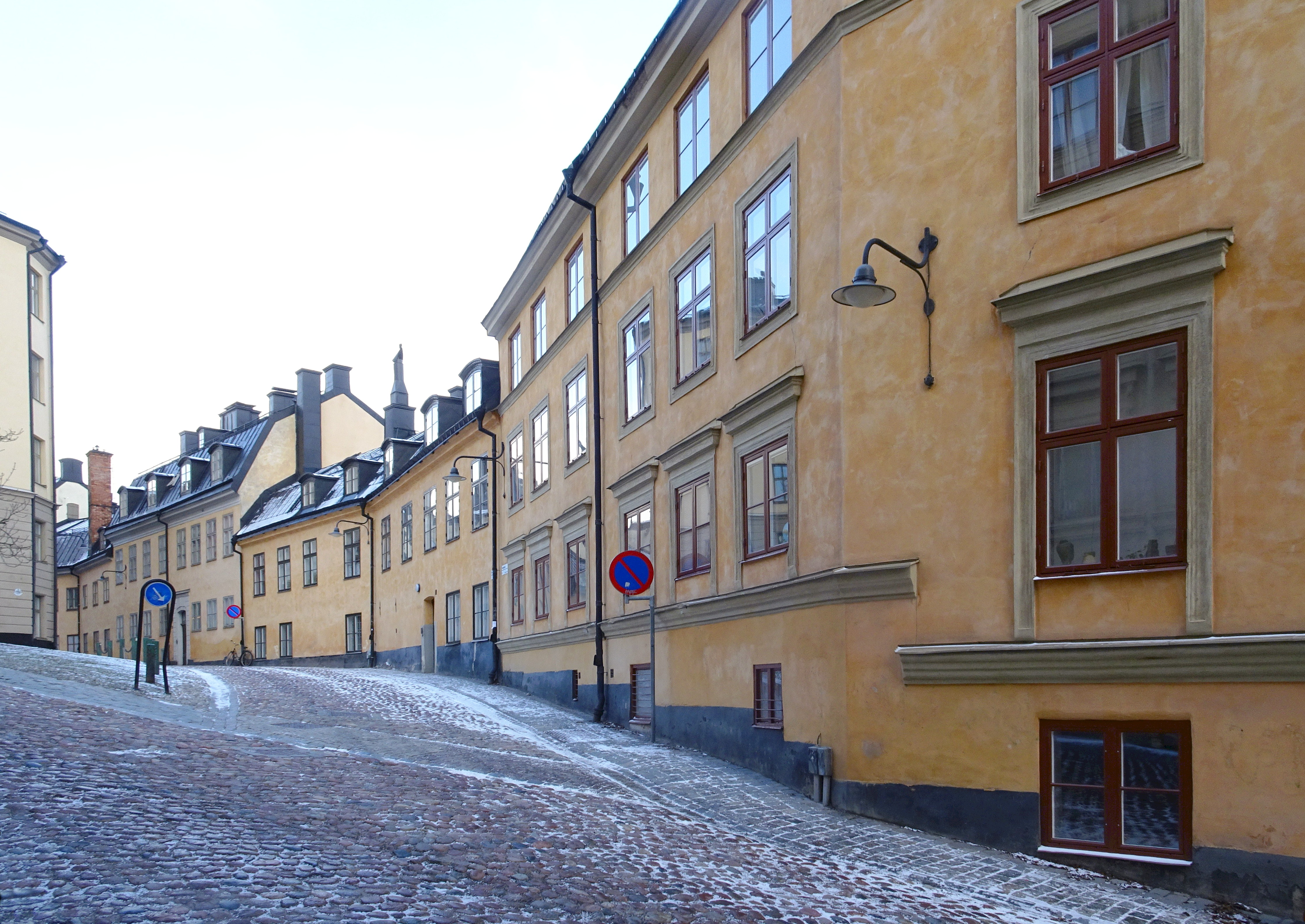
Fasader mot Bastugatan / Pryssgränd
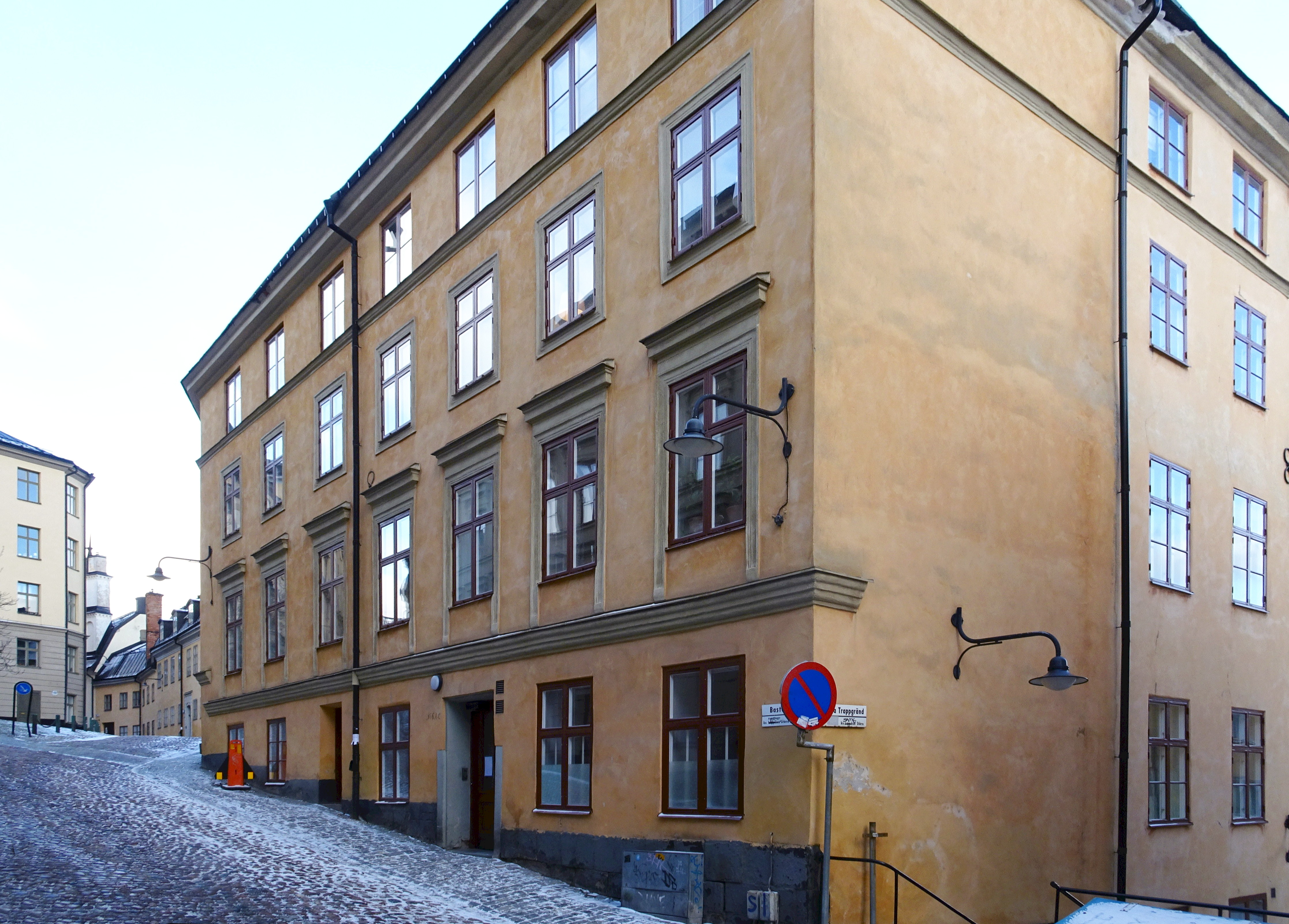
Fasader mot Bastugatan / Maria trappgränd

## Före detta Lappskon större 5
- Koordinater: 59°19′14.5″N 18°3′56.9″Ö / 59.320694°N 18.065806°Ö

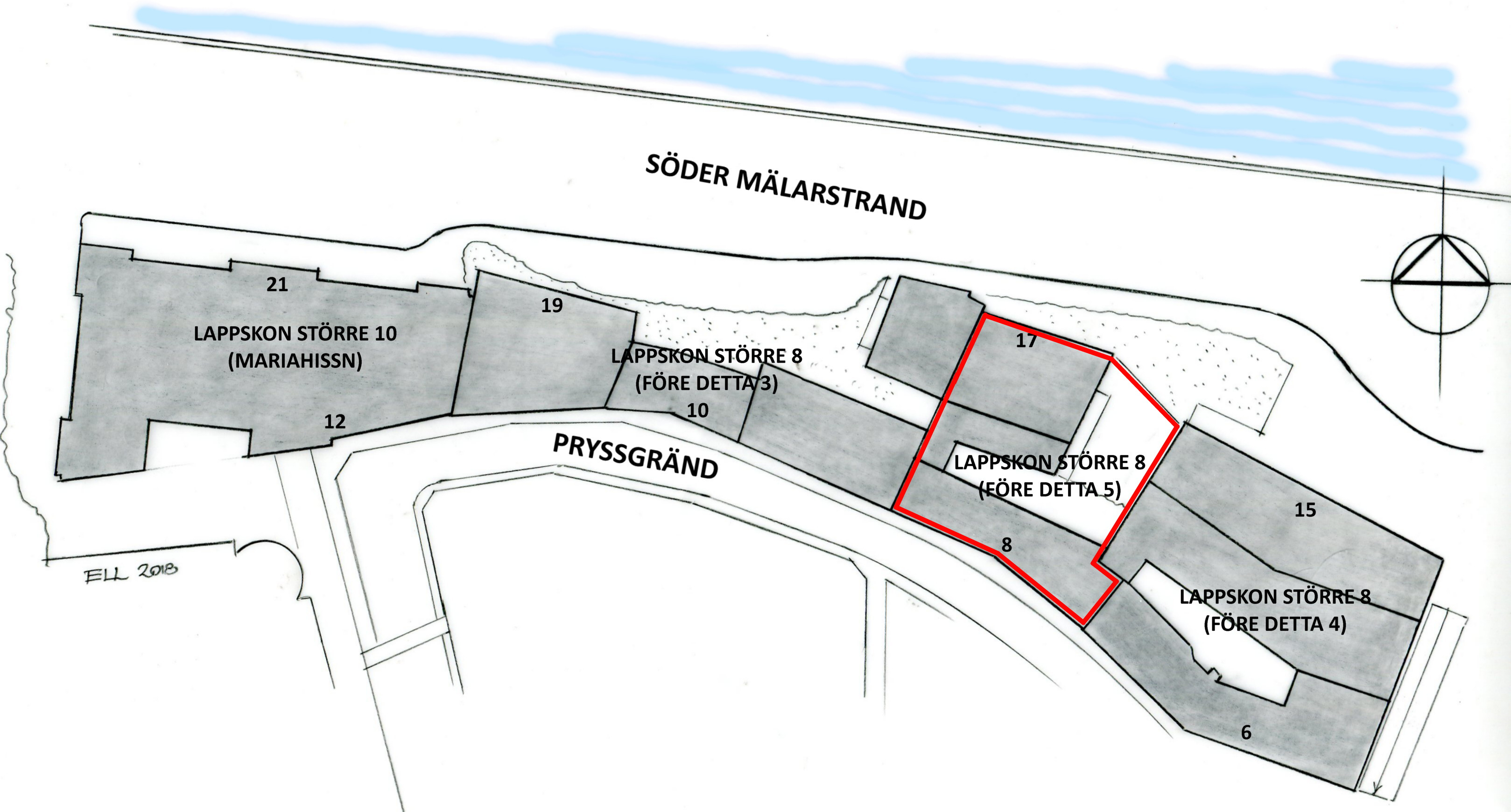
Lappskon större, före detta 5.

Före detta Lappskon större 5 består av tre hus som ligger mellan fastigheten 3 och 4. Adresserna är Söder Mälarstrand 17, Pryssgränd 8A och 8B samt ett gårdshus med adress Pryssgränd 8C och 8D. Liksom Lappskon större 4 var Lappskon större 5 hemvist för hantverkare som bodde och arbetade här sedan 1700-talet. Under tidigt 1600-tal fanns här två fastigheter som sammanfördes 1704 när silkefärgaren Christian Möller och hans fru Anna Christina köpte hennes fars tomt bebyggt med ett stenhus samt den intilliggande tomten. Verksamheten fortsatte under sonen Johan Möller. 
Efter Mariabranden 1759 återstod av bebyggelsen enbart gathusets källare och fasader. Efter branden återställdes huset motsvarande sitt tidigare utseende. Under tidigt 1800-tal bedrevs fortfarande färgeriverksamhet och en färgare Claes Pousette omnämns som ägare 1810. År 1847 hade färgerihuset mot Riddarfjärden ”nedrasat i sjön” och en ny byggnad med tre våningar stod färdig 1850. Färgeriet var kvar till 1857, sist under färgerifabrikören Johan Jakob Spetz. Stockholms stad köpte fastigheten 1926. Färgerihusets planlösning är i stort bevarad sedan uppförandet 1850.

Nutida bilder
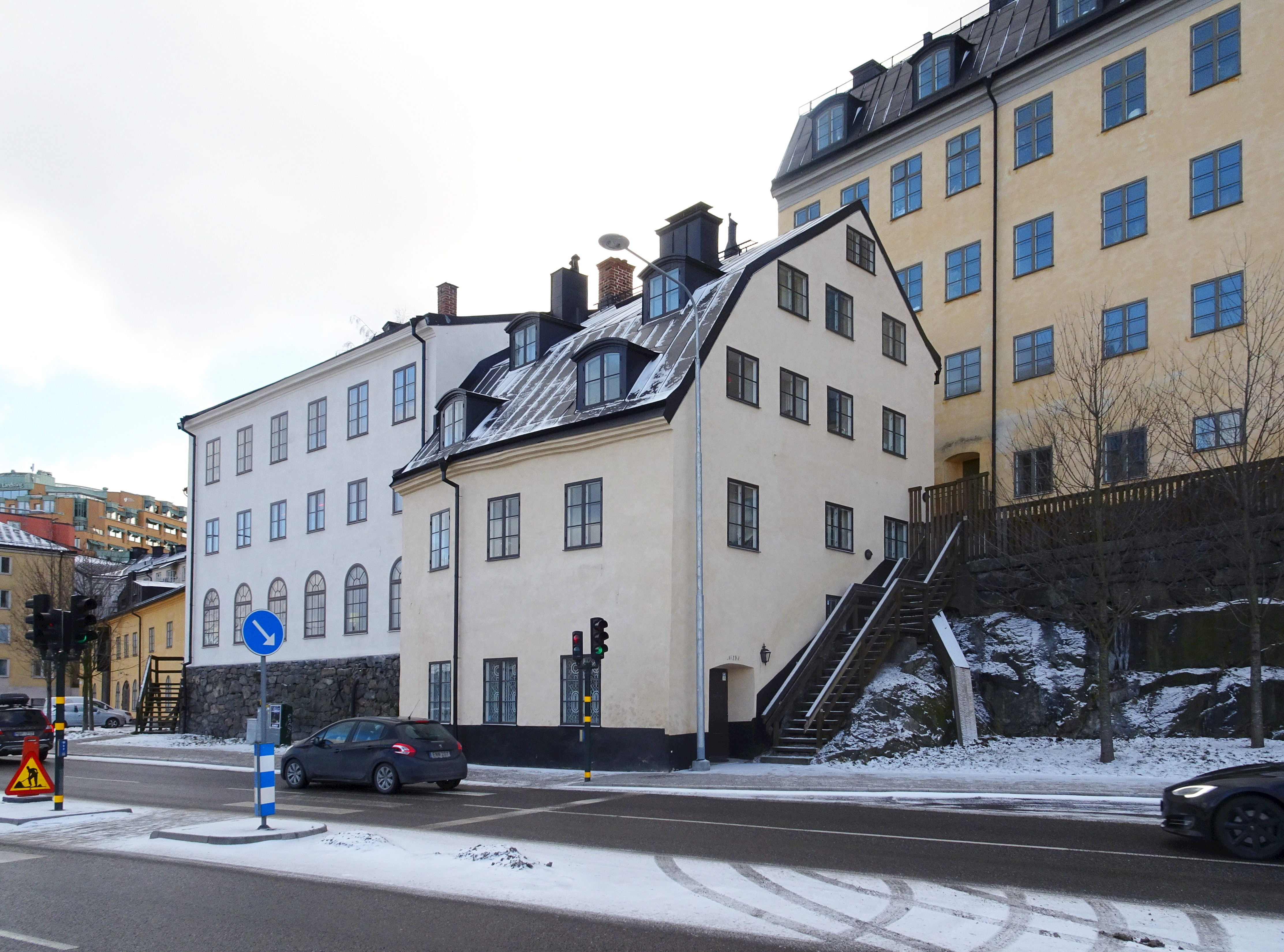
Fasader mot Söder Mälarstrand
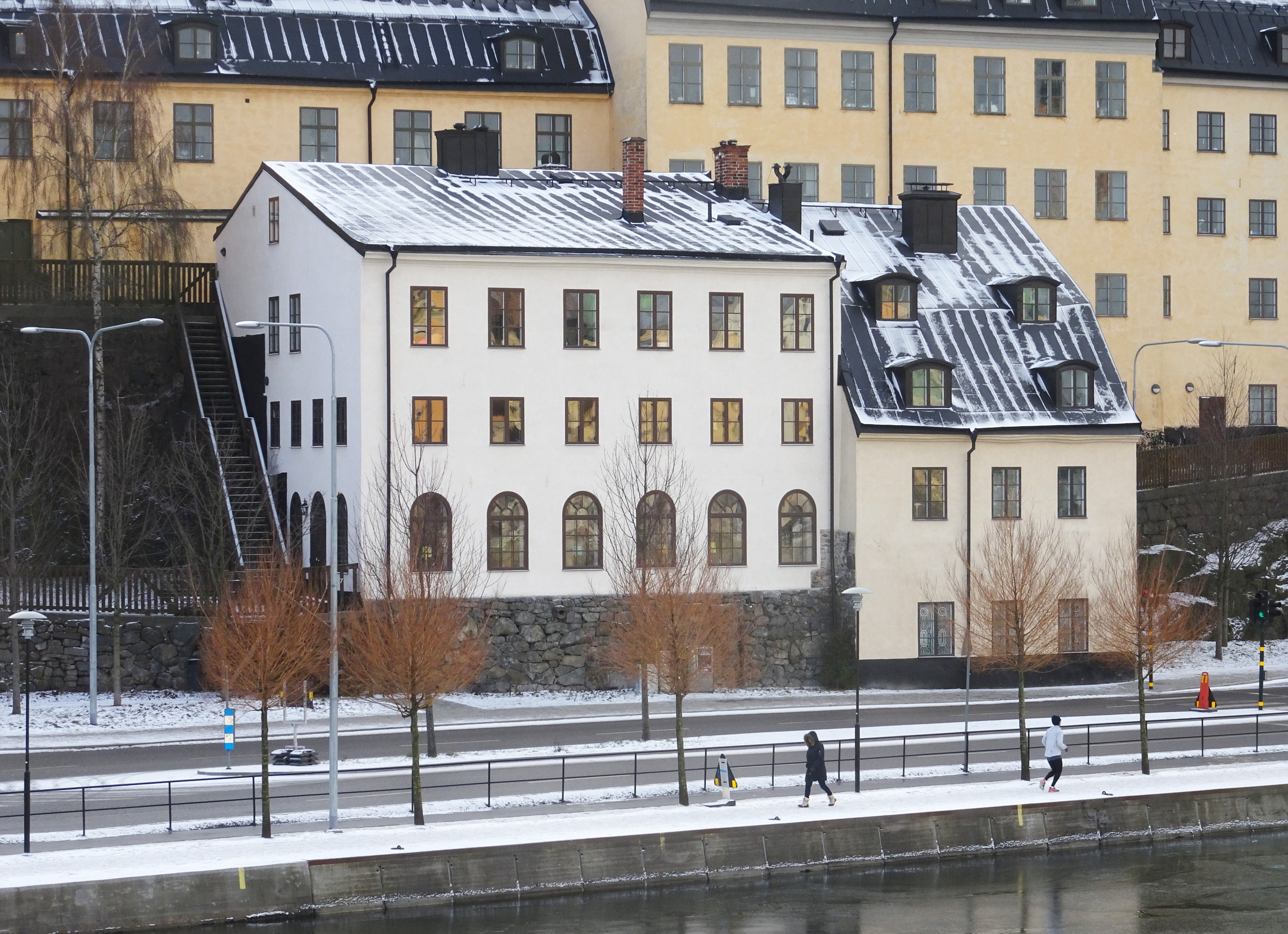
Fasader mot Söder Mälarstrand
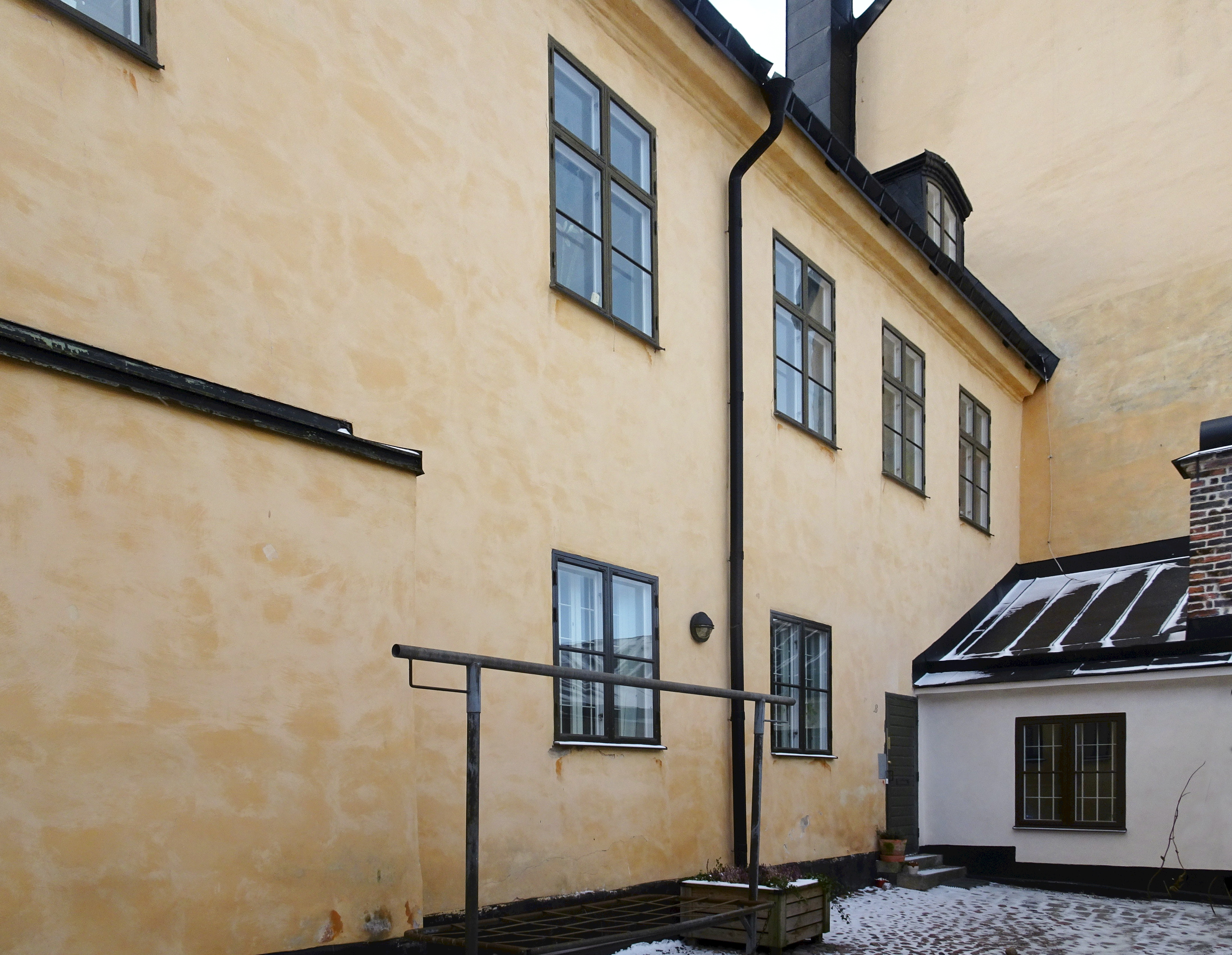
Bakgården Pryssgränd 8
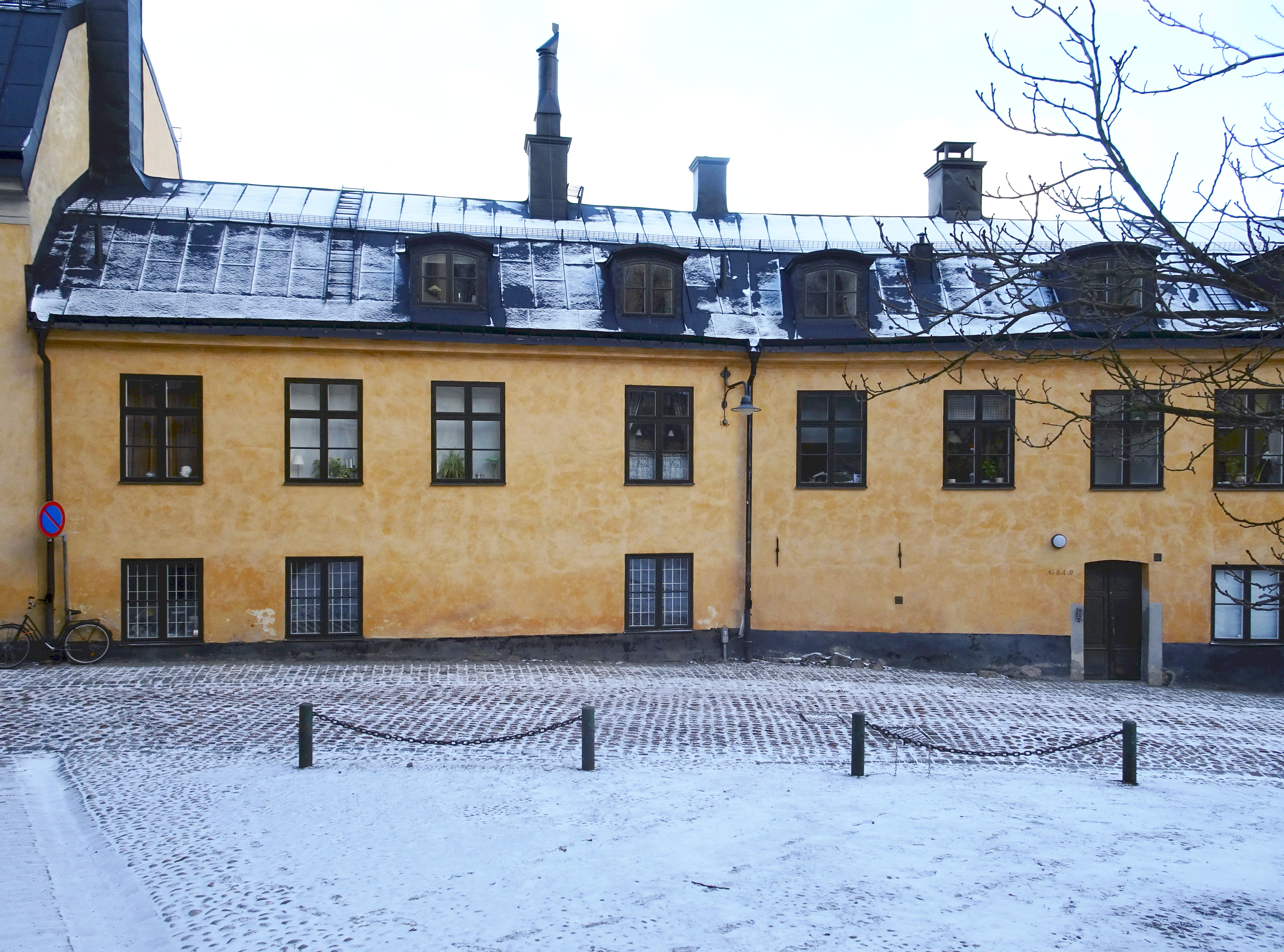
Fasader mot Pryssgänd

## Renoveringen
Sedan 1920-talet fanns det planer på att riva bebyggelsen på östra Mariaberget och platta till området. En del hus hann rivas, men ytterligare rivningar stoppades efter en kraftig opinionsstorm ledd av bland andra Anna Lindhagen ledamot av Skönhetsrådet. I början av 1960-talet blev nya rivnings- och nybyggnadsplaner aktuella, även denna gång ville allmänheten annorlunda.
På 1970-talet skrinlades planerna definitivt att riva bebyggelsen på östra Mariaberget. Istället genomfördes en varsam upprustning och modernisering av hela kvarteret för bostadsändamål, men även många hantverkslokaler behölls kvar. Projektet drevs av Stockholms stads fastighetskontor tillsammans med Stockholms stadsmuseum och skulle ge erfarenheter inför andra renoveringar på Mariaberget. År 2017 fanns här 33 lägenheter med storlekar mellan 1 rum och kök till fyra rum och kök samt 24 lokaler med en sammanlagd yta av 1 698 m². Fastigheten ägs och förvaltas sedan 1980 av kommunägda AB Stadsholmen.

Före och efter renoveringen
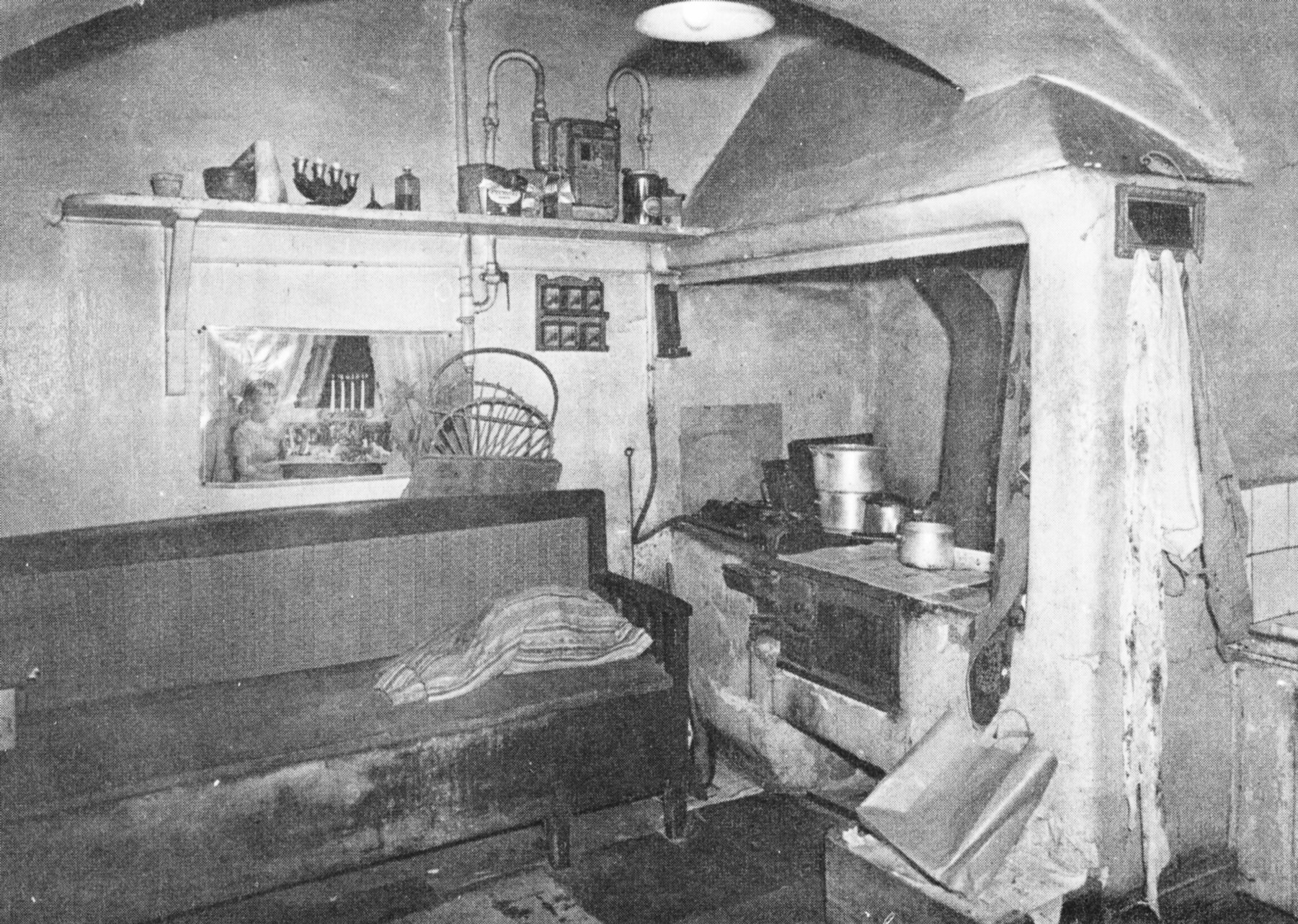
Ett omodernt kök i Pryssgränd 10 (1968)
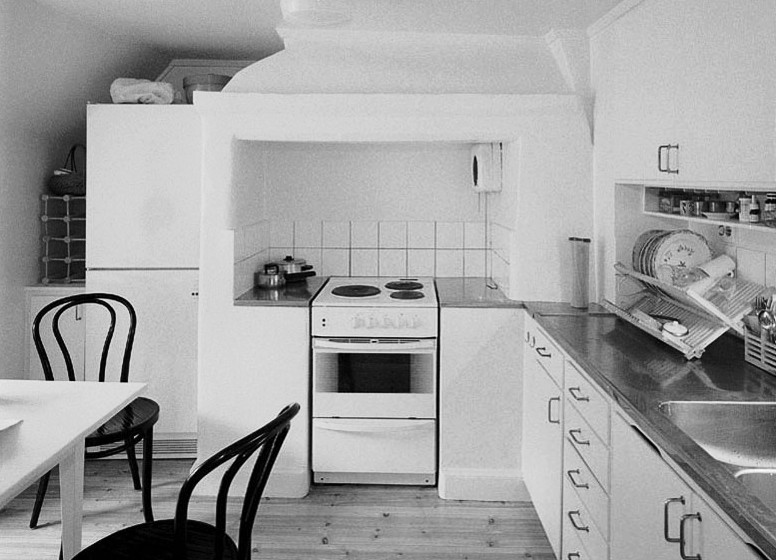
Ett renoverat kök i Pryssgränd 8 (2004)
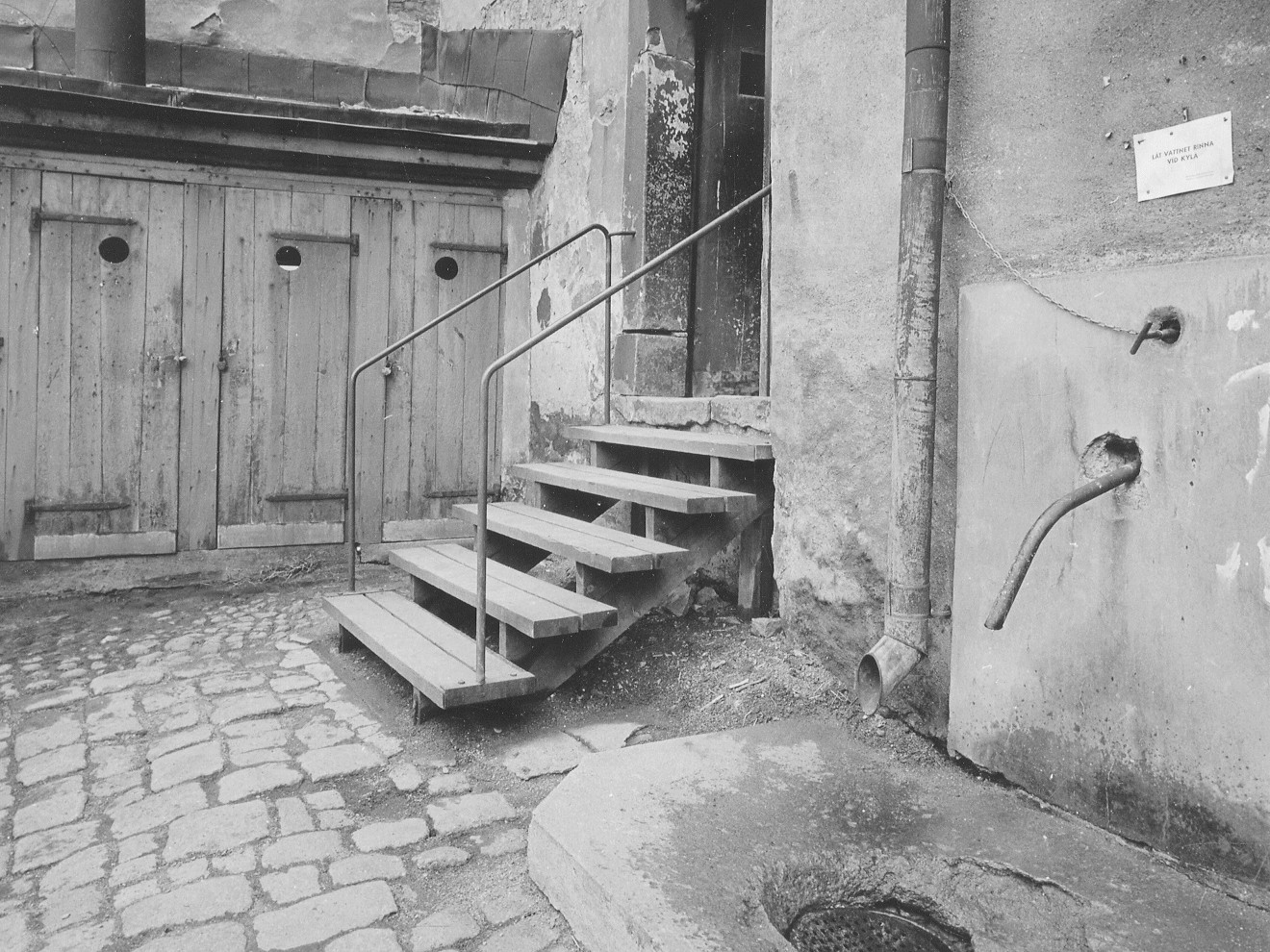
Bakgården på Pryssgränd 8 (1965)
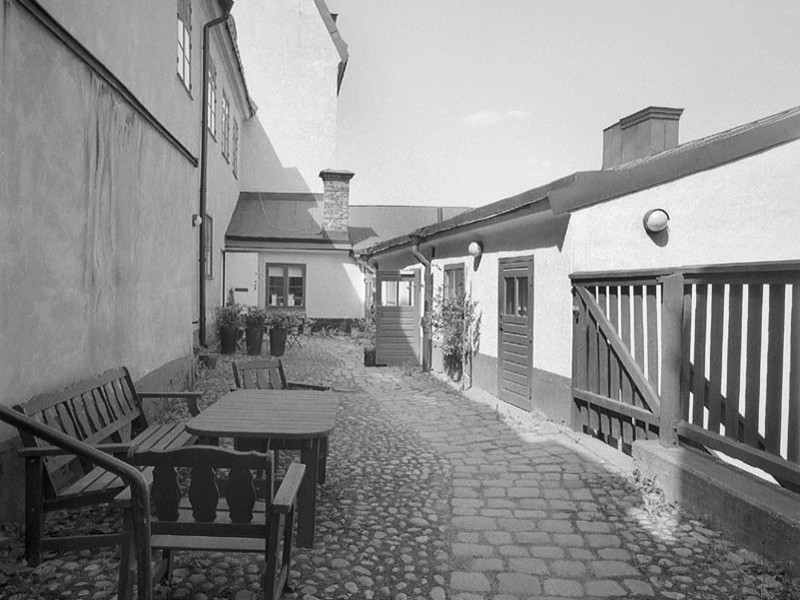
Bakgården på Pryssgränd 8 (2004)